# Dance Magic
Dance Magic è un film muto del 1927 diretto da Victor Halperin.
Adattamento cinematografico dell'omonimo romanzo del popolare scrittore Clarence Budington Kelland (1881-1964), il film era interpretato da Pauline Starke, Ben Lyon e Isobel Elsom.

## Trama
Chandler, padre severo e bigotto che appartiene a una comunità religiosa del New England, vieta alla figlia Jahala di danzare. La ragazza lascia il suo villaggio per andare a cercare fortuna a Broadway. A New York, Jahala incontra Jed Brophy, un impresario teatrale e conosce  Leach Norcutt, uno dei finanziatore degli spettacoli. Leach si innamora di lei ma Jed le promette di farla diventare una star e per lei lascia la fidanzata Selma.
Quando Jahala trova morto Jed nel suo appartamento, crede che l'assassino sia Leach, mentre Leach pensa che l'omicida sia lei. Per salvarla, si autoaccusa, ma Selma confessa di essere lei la colpevole. Colpita dalla drammatica storia, Jahala decide di tornare a casa. Ma Leach, comprendendo di amarla, la segue.

## Produzione
Il film fu uno degli ultimi prodotto dalla Robert Kane Productions. La piccola compagnia fondata da Robert Kane l'anno precedente produsse, nel corso della sua attività, otto pellicole.

## Distribuzione
Distribuito dalla First National Pictures, il film - presentato da Robert Kane - uscì nelle sale cinematografiche statunitensi il 12 giugno 1927.